# Gonomyia tristigmata
Gonomyia tristigmata är en tvåvingeart som beskrevs av Alexander 1932. Gonomyia tristigmata ingår i släktet Gonomyia och familjen småharkrankar. Inga underarter finns listade i Catalogue of Life.